# Chris Olivier
Christopher Anthony Olivier, detto Chris (Chicago, 27 marzo 1992), è un cestista statunitense.